# 안토노프 An-178

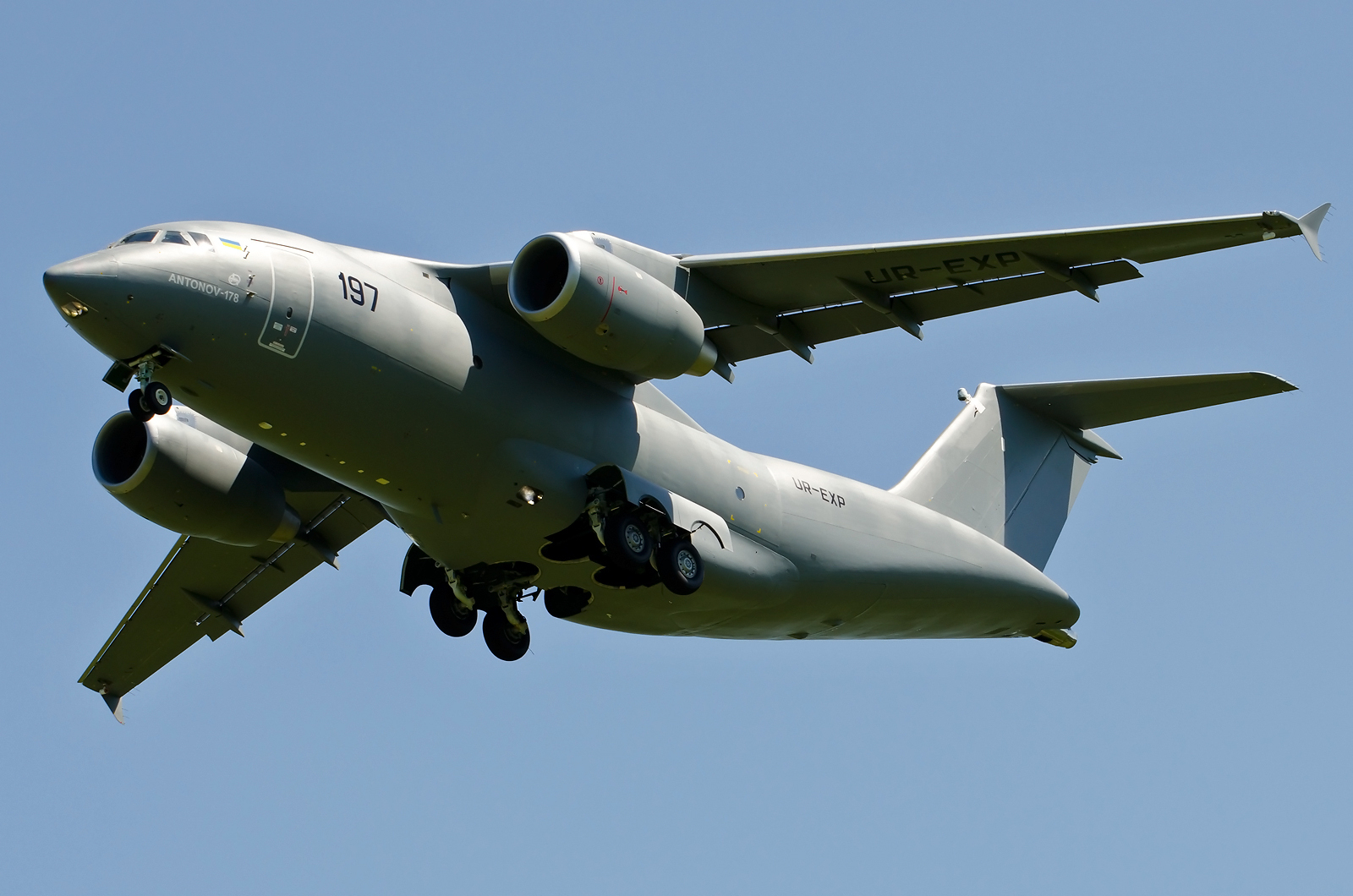
안토노프 An-178

안토노프 An-178(Antonov An-178, 우크라이나어: Антонов Ан-178)은 우크라이나 안토노프 회사가 설계하고 생산한 단거리 중형 공수 수송기이다. 안토노프 An-158(An-148-200)을 기반으로 한 이 프로젝트는 2010년 2월 5일에 발표되었다. 첫 번째 프로토타입은 2015년 4월 16일에 출시되었으며 2015년 5월 7일에 처녀 비행을 실시했다.
An-178은 An-12, An-26 및 An-32와 같은 여러 구식 수송기를 대체하도록 제안되었다. 항공기는 안토노프 An-148과 유사한 항공 전자 장비를 갖추고 프로그레스 D-436-148FM 엔진을 사용한다. An-178은 브라질의 엠브라에르 C-390 밀레니엄의 잠재적 경쟁자이다. 회사는 200대 이상의 항공기를 제작할 계획을 갖고 있다.

## 사양
- 승무원: 2
- 수용력: 군인 90명, 낙하산병 70명, 들것에 48명 + 좌석 15개, 의료 모듈 8개 및 화물 12톤 또는 16톤, 과부하 변형 18톤.
- 길이: 32.23m(105피트 9인치)
- 날개 폭: 30.57m(100피트 4인치)
- 높이: 9.57m(31피트 5인치)
- 최대 이륙 중량: 51,000kg(112,436lb)
- 연료 용량: 14,650kg(32,298lb)
- 최대 착륙 중량: 47,000kg(103,617lb)
- 동력장치: 2 × Progress D-436-148FM 터보팬
- 각각의 추력: 73.55kN(16,534lbf)
- 최대 속도: 990km/h(620mph, 530kn)
- 순항 속도: 825km/h(513mph, 445kn)
- 범위: 4,700km(2,900마일, 2,500nmi)
- 페리 범위: 5,300km(3,300마일, 2,900nmi)
- 서비스 한도: 12,000m(39,000피트)
- 필수 착륙 거리: 2,500m(8,200피트)

## 같이 보기
- 안토노프 An-71
- 안토노프 An-72
- 안토노프 An-74
- 안토노프 An-148
- 엠브라에르 C-390 밀레니엄